# Louis Bezzina
Louis Bezzina (ur. 19 września 1951) – maltański kolarz szosowy,  olimpijczyk.
Brał udział w igrzyskach olimpijskich w 1972 (Monachium). Startował tylko w jeździe drużynowej na czas i wraz z Alfredem Tonną, Josephem Saidem i Johnem Magrim zajął 31. miejsce na 36 zespołów (wyprzedzili m.in. zdyskwalifikowanych Holendrów).